# Kathy Lehne
Kathy L. Lehne (* 18. September 1961) ist eine US-amerikanische Unternehmerin und Pokerspielerin.

## Unternehmerkarriere
Lehne gründete im Alter von 23 Jahren den Kraftstoffgroßhändler und -vertreiber Sun Coast Resources mit einem Startkapital von 2000 US-Dollar. Bereits im ersten Jahr erzielten sie und ihre zwei Mitarbeiter einen Umsatz von über 5 Mio. US-Dollar. Bis zum Jahr 2020 erhöhte sich die Mitarbeiterzahl auf 250, die Tankwagenflotte auf über 1000 Fahrzeuge und der Jahresumsatz auf über eine Milliarde US-Dollar. Mit einem geschätzten Vermögen von rund 380 Millionen US-Dollar lag sie im Jahr 2018 auf Platz 51 der vom Wirtschaftsmagazin Forbes veröffentlichten Liste der reichsten US-amerikanischen Self-Made Women. Lehne ist verheiratet, dreifache Mutter und lebt in Houston.

## Pokerkarriere
Lehne spielt gelegentlich Live-Turniere, dabei jedoch fast ausschließlich High-Roller-Events, d. h. Turniere mit Buy-ins von umgerechnet mindestens 10.000 US-Dollar.
Lehne erzielte Mitte Mai 2007 bei einem Circuitturnier der World Series of Poker in New Orleans ihre erste Live-Geldplatzierung. Im Juli 2007 gewann sie im Hotel Bellagio am Las Vegas Strip ein Turnier der Variante No Limit Hold’em. Bei der Alpha8-Serie der World Poker Tour auf St. Kitts wurde Lehne Anfang Dezember 2014 Zweite und erhielt mehr als 435.000 US-Dollar. Bei derselben Turnierserie belegte sie Mitte Dezember 2015 im Bellagio den mit knapp 250.000 US-Dollar dotierten sechsten Platz. Im Januar 2016 beendete Lehne das Super High Roller des PokerStars Caribbean Adventures auf den Bahamas als Achte, wofür sie rund 225.000 US-Dollar erhielt. Mitte November 2019 war sie beim 250.000 US-Dollar teuren Super High Roller Bowl Bahamas in Nassau die einzige Frau in einem 37-köpfigen Teilnehmerfeld und erreichte den Finaltisch. Dort belegte Lehne den dritten Platz und erhielt ihr bisher höchstes Preisgeld von knapp 1,8 Millionen US-Dollar. Seitdem erzielte sie bis dato keine weitere Geldplatzierung bei einem Live-Turnier.
Insgesamt hat sich Lehne mit Poker bei Live-Turnieren mehr als 2,5 Millionen US-Dollar erspielt und zählt damit zu den erfolgreichsten Frauen nach Turnierpreisgeldern.